# ZFC in het seizoen 1961/62
Het seizoen 1961/1962 was het zevende jaar in het bestaan van de Zaandamse betaaldvoetbalclub ZFC. De club kwam uit in de Nederlandse Eerste divisie B en eindigde daarin op de 8e plaats. Tevens deed de club mee aan het toernooi om de KNVB beker, hierin werd de club in de eerste tussenronde, na verlenging, uitgeschakeld door Volendam (1–21).

## Wedstrijdstatistieken

### Eerste divisie B
|       | Be Quick | EBOH  | Elinkwijk | Enschedese Boys | Excelsior | Heerenveen | Heracles | Hermes DVS | Hilversum | HVC   | Limburgia | NOAD  | RBC   | SHS   | VSV   | Wageningen | Wilhelmina |
| ----- | -------- | ----- | --------- | --------------- | --------- | ---------- | -------- | ---------- | --------- | ----- | --------- | ----- | ----- | ----- | ----- | ---------- | ---------- |
| Thuis | 1 – 0    | 4 – 1 | 1 – 2     | 2 – 3           | 2 – 1     | 1 – 1      | 0 – 2    | 0 – 0      | 3 – 1     | 3 – 1 | 2 – 1     | 1 – 0 | 0 – 0 | 0 – 1 | 0 – 1 | 1 – 0      | 3 – 1      |
| Uit   | 0 – 1    | 0 – 1 | 4 – 2     | 4 – 1           | 1 – 0     | 1 – 2      | 0 – 0    | 3 – 1      | 0 – 0     | 0 – 0 | 0 – 0     | 2 – 1 | 0 – 0 | 1 – 0 | 1 – 2 | 0 – 5      | 3 – 0      |

### KNVB beker
| 2e ronde                                    | ZFC              | 1 – 0 (0 – 0)                               | KFC                     |
| 31 maart 1962 Plaats: Zaandam Westzanerdijk | Piet van der Bor |                                             |                         |
| 3e ronde                                    | UVS              | 1 – 1 (0 – 1, 1 – 1) winst na strafschoppen | ZFC                     |
| 29 april 1962 Plaats: Leiden Kikkerpolder   | Han Verhoeks 53' |                                             | Toon van der Linde      |
| Tussenronde                                 | ZFC              | 1 – 2 (0 – 1, 1 – 1) na verlenging          | Volendam                |
| 10 mei 1962 Plaats: Zaandam Westzanerdijk   | Cor Kat          |                                             | Dick Tol 95' Johan Pelk |

## Statistieken ZFC 1961/1962

### Eindstand ZFC in de Nederlandse Eerste divisie B 1961 / 1962
| Stand | Gespeeld | Gewonnen | Gelijk | Verloren | Punten | Doelpunten voor | Doelpunten tegen |
| ----- | -------- | -------- | ------ | -------- | ------ | --------------- | ---------------- |
| 8e    | 34       | 14       | 8      | 12       | 36     | 40              | 36               |

### Topscorers
| #      | Naam               | Goal |
| ------ | ------------------ | ---- |
| 1.     | Cor Smit           | 8    |
| 2.     | Jos van Helvert    | 6    |
| 2.     | Onne Hoff          | 6    |
| 4.     | Toon van der Linde | 5    |
| 5.     | Lou de Graaf       | 4    |
| 6.     | Piet van den Bor   | 3    |
| 6.     | Jan Brouwer        | 3    |
| 8.     | Cor Kat            | 2    |
| 9.     | Cees Baay          | 1    |
| 9.     | Arie Dorst         | 1    |
| 9.     | André Schuerman    | 1    |
| Totaal | Totaal             | 40   |

| #      | Naam               | Goal |
| ------ | ------------------ | ---- |
| 1.     | Piet van der Bor   | 1    |
| 1.     | Cor Kat            | 1    |
| 1.     | Toon van der Linde | 1    |
| Totaal | Totaal             | 3    |